# Aeroportul Benguera Island
Aeroportul Benguera Island (IATA: BCW) este un aeroport din Mozambic.
Situat la o altitudine de 27 m, aeroportul dispune de o singură pistă.